# アヴィ・マザルト
アヴィ・マザルト（Avi Mazalto、1978年 - ）はイスラエルの空手家で日本空手協会参段（指導員）、国際クラヴ・マガ協会とイタリア・クラヴマガ協会のクラヴ・マガインストラクター。戦闘経験者。

## 来歴
1978年にトルコで生まれ、12歳より松涛館流空手を学び、トルコ・ナショナルチームの一員として、マッカビア世界空手大会（足を骨折し8位入賞）に出場するなど活躍する。1997年にイスラエルへ移住する。
1999年にイスラエル国防軍へ入隊し、軍警察の特殊部隊であるKOAH MEA（100 Force,כוח 100）に3年間所属し、そこでクラヴ・マガと出会う。また、兵役中にはガザ地区に派遣され実戦を経験している。
2001年にはイスラエル・ナショナルチームの一員として、マッカビア世界空手大会に出場し2位の成績を上げる。また、2001年と2002年にはイスラエル国内の松濤館流空手のチャンピオンとなる。
イスラエル国防軍でクラヴ・マガを習った後、イスラエルの国際クラヴ・マガ協会でエヤル・ヤニロブ師よりクラヴ・マガを習い、国際クラヴ・マガ協会にて軍・SP・スカイマーシャル・民間のインストラクターのライセンスを取得。イスラエルでクラヴ・マガと空手の指導員として活動。
2003年、空手修行のため来日し、日本空手協会にて修行。
現在は、中達也のもとで空手修行を続けつつ、自身の道場であるコンバット・スポーツ・センターにて、クラヴ・マガと空手の指導にあたっている。なお、「クラヴ・マガ」の名称を松元國士が商標登録しているため、「IKMF クラヴ・マガ」または「コンバット・クラヴ・マガ（旧称）」という名称を使用している。また、テレビ番組に出演するなど多方面に活躍している。

## IKMF クラヴ・マガの特徴
IKMF クラヴ・マガの技術的な特徴は、アヴィ・マザルトが日本空手協会の指導員であることから、松濤館流空手の技法を取り入れていることにある。
また、IKMF クラヴ・マガは、アヴィ・マザルトがイスラエル軍出身であるため、他のクラヴ・マガ組織にみられるような有酸素運動によるフィットネスというよりも、武道としての側面が強い。そのため、空手の約束組手や自由組手、総合格闘技と同様のスパーリングを実施している。
IKMF クラヴ・マガは、戦闘経験を基にした体系であるため実践的であり、自衛隊および在日米軍、テイケイに招かれ指導を行っており、自衛官や米軍兵士の中には「IKMF クラヴマガ」のインストラクター資格を持つ者がいる。

## コンバット・インストラクター
千葉県印西市にあるサバイバルゲームおよびペイントボールのフィールド「WAR ZONE」にて、戦闘トレーニングやラペリングのインストラクターも務めている。

## 著書
- 『戦慄!最強戦闘術―戦いのプロだけが知る制敵の秘技』（東邦出版、2007年）
- 『クラヴマガ・ダイエット―最強しなやか美人になる!』（東邦出版、2008年）

## DVD
- 『ナイフで殺されないために COMBAT KRAV MAGA KNIFE DEFENCE』（フルコム、2009年）